# Réaumur, Vendée

Réaumur este o comună în departamentul Vendée, Franța. În 2009 avea o populație de 807 de locuitori.